# 彭士禄
彭士禄（1925年11月18日—2021年3月22日），幼名赤濕，曾用名保禄，男，汉族，广东省海丰县人，中国共产党早期领导人彭湃之次子，中国工程院首批院士，核动力科学家，中国核动力潜水艇（核潜艇）首任总设计师，被誉为“中国核潜艇之父”，也是中国核电站的主要设计者领导者。曾先后任中华人民共和国第六机械工业部（造船工业部）副部长、中华人民共和国水利电力部副部长；生前为中国工程院资深院士，中国核工业集团公司顾问。

## 生平

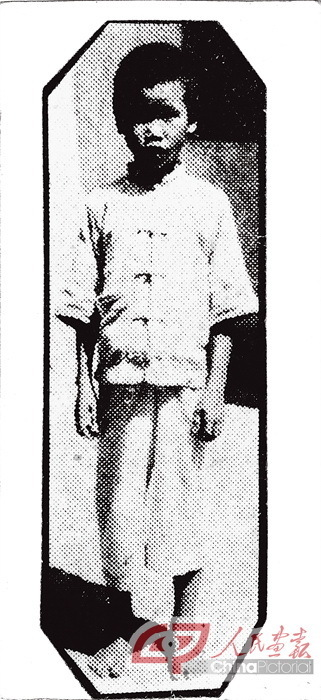
1933年，彭士禄因为是彭湃的遗孤而作为“小政治犯”被捕入狱，时仅8岁；这张照片为当时国民政府有关当局抓捕他后所拍摄。

### 童年时期
1925年，彭士禄出生在广东省汕尾市海丰县，父亲彭湃给取名彭赤湿，“赤湿”意为“红色的土地”。1928年，3岁时，父彭湃已离开海丰，母蔡素屏在海丰被國民政府槍殺。1929年，彭不足4岁，父彭湃在上海被國民政府秘密槍殺。为躲避国民政府搜捕，彭士禄被中共地下党安排到红军队长、中共潮安上莆区委委员、中共潮澄揭县委委员陈永俊（1937年阵亡）家中，由陈永俊母亲潘舜贞（1880 - 1962）抚养，彭士禄称潘舜贞为“姑妈”，改用假名潘保禄。（中华人民共和国成立后，彭士禄特将潘舜贞接到海丰彭家居住并赡养之。后来潘舜贞又重回潮安老家，彭士禄每年都寄钱赡养她:24。）
1933年农历七月十六日凌晨，因遭人告密，不到8岁的彭士禄与照料其生活的潘舜贞被国民党当局一同抓进监狱。国民党报纸以《共匪彭湃之子被我第九师捕获》的标题并附照片刊登了彭被捕的消息。但因潘舜贞拒绝供认彭士禄是彭湃的儿子，数月后，彭士禄被作为“不规良民”遣送至广州感化院，两年后被释放。
被释放後的彭士禄沦落为乞丐，不久又被捕入狱，直至其祖母周凤在看到有关消息后，1936年夏经陈卓凡帮助营救其出狱，并将其带到香港、澳门学习和生活。1939年夏，十几岁的彭士禄自己离开香港到惠州寻找加入东江纵队参加抗日。1940年周恩来派人找到彭士禄，在重庆八路军办事处，彭第一次见到了周恩来和邓颖超，之后到延安参加工作；1944年，彭士禄进入延安自然科学院（北京理工大学前身）学习，次年8月1日，彭士禄加入中国共产党。

### 留学深造
1949年，彭士禄到哈尔滨工业大学学习。1951年，彭以优异的成绩被选派留学苏联，在喀山化工学院化工机械系学习，1956年毕业获硕士学位，并获苏联颁发的优秀化工机械工程师证书。期间，1954年1月，美国鹦鹉螺号核动力潜艇问世。1956年，时值陈赓大将访苏，彭士禄被其密召到中华人民共和国驻苏联大使馆，陈赓告之要选一批留学生改行学习原子能核动力专业，彭士禄表示“只要祖国需要”当然愿意改行，即转行在莫斯科动力学院进修攻读核动力专业两年。1958年4月，彭士禄以优异的成绩学成归国，被安排到二机部原子能研究所工作。

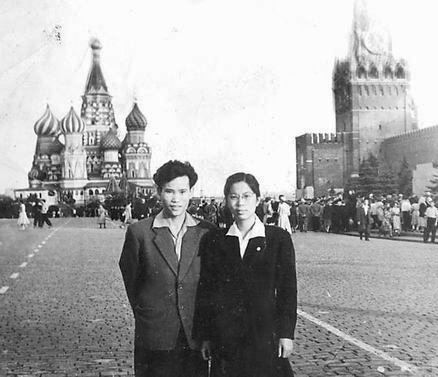
中国核潜艇之父彭士禄及妻子马淑英1950年代在苏联留学时在莫斯科红场留影

### 科研开发
1958年7月，代号“09”的核潜艇研制工程正式启动，蘇聯不願意協助核潜艇的相关研究实验工作，中国高层决定先集中力量研制原子弹的同时，继续为此保留50多人组成的國產化核动力研究室，由彭士禄任副主任（当时无主任），负责全面工作。
1962年2月，彭士禄开始主持潜艇核动力装置的论证和主要设备的前期开发工作。
- 1963年，任核潜艇动力工程研究所（715所）副总工程师、副所长，并受时任中国科学院院长、中国科学技术大学校长郭沫若聘请兼任中国科学技术大学近代物理系副教授。同年715所归属中国人民解放军海军。[14][15]:70-74
- 1964年1月，彭士禄被授予中国人民解放军技术中校军衔。[15]:74-75
- 1965年3月20日，在由周总理亲自主持的中央专委第十一次会议上，决定核潜艇的研究工作马上恢复。彭士禄被指定负责整体技术、抓全组，转并到核工业部二院二部任副总工程师，赵仁恺负责模拟堆工程技术设计。

- 1967年6月－1971年6月，任核潜艇陆上模式堆基地副总工程师。此时正值文革期间，彭士禄也曾被批为“反动学术权威”，但他持乐观态度，精力尽投入工程之中，并且还设法保护因家庭出身等原因常遭批斗的赵仁恺，两人协力完成核反应堆工作。[25]

- 1970年7月15、16日，周恩来、聂荣臻、叶剑英等中央专委在人民大会堂福建厅听取彭士禄等人对核潜艇的研制工作做专题汇报，周恩来强调了16个字:“充分准备，一丝不苟，万无一失，一次成功”，之后多年此16字成为核潜艇研制建造及使用中的警语[26]。汇报结束后临行前，周恩来特意握着彭士禄的手说：“小彭，记住，你姓彭，你是海丰人，永远不要改姓换名！”[27]

- 1970年7月18至28日，彭士禄主持负责建造的1∶1核潜艇陆上模式堆启动试验达到了设计额定功率，核潜艇的关键、核动力装置试验成功[28][26]。

- 1970年12月26日，中国首艘核潜艇、第一代攻击型核潜艇（091型）下水，中国完全依靠自己的力量用了不到六年造出了核潜艇，所有零部件均为中国自产。[26][29][30]
- 1971年，该型核潜艇首航[14]。

- 1971年6月－1973年5月，任719所（核潜艇总体设计研究所）副所长兼总工程师[6]。

- 1973年起，任七院（中国舰船研究设计院）副院长，随后任中华人民共和国第六机械工业部（造船工业部）副部长、总工程师[6]。

- 1974年8月1日，中国首艘第一代攻击型核潜艇服役，命名为“长征1号”[26]，中国成为继美、苏、英、法之后第５个拥有核潜艇的国家[29]。

- 1979年，经国防科委、国务院国防工业办公室联合任命：彭士禄为核潜艇第一任总设计师（副总设计师为黄纬禄、赵仁恺、黄旭华）[5][14][31]。

- 1981年4月30日，首艘中国第一代战略弹道导弹核潜艇（092型）建成下水[32]。

- 1982年10月，中国第一代战略弹道导弹核潜艇首次成功在渤海试射潜射导弹[33][34]。

1983年2月，转任中华人民共和国水利电力部副部长、总工程师、广东大亚湾核电站总指挥，兼任国防科工委核潜艇技术顾问。核潜艇总设计师一职由黄旭华继任。
- 1986年，彭士禄调任中国核工业总公司总工程师，负责秦山二期核电站的筹建工作，并被中核总党组委任为秦山核电站（二期）首任董事长[14]；其在任期间，成功实现了中国核电由原型堆到商用堆的重大跨越[13]。
- 1994年，彭士禄当选为中国工程院首批院士[19]。2005年11月，在彭士禄过80周岁生日后，被授予中国工程院资深院士称号。

2021年3月22日，彭士禄因病医治无效，在北京逝世，享年96岁。同年3月30日9时整，彭士禄夫妇的骨灰海葬于渤海湾海域。

## 主要贡献
20世纪60年代中、后期，完全靠独立在没有任何外援资料的情况下，彭士禄主持了中国核潜艇核动力装置的论证、设计、试验以及运行的全过程。亲自参加、组织研制成功的耐高温高压全密封主泵达到了当时的世界先进水平。作为首任主要技术负责人，主持确立了中国第一艘潜艇核动力装置的设计方案，建立了一整套核动力装置静态和动态主参数计算方法。为满足核潜艇的总体性能要求，在主参数选定、主设备选型，各系统匹配等方面起了重要指导作用。亲自建立的核动力装置主参数计算方法，在主参数的选定、系统组成及关键设备的选型等方面有很强的实用价值并可推广应用于压水堆核电站。70年代初，还在任719所副所长兼总工程师时，被请到上海为秦山一期核电站的堆型选择由熔盐堆改为压水堆起了重要作用。80年代初，提出了大亚湾核电站的投资、进度、质量三大控制，写出了《关于广东核电站经济效益的汇报提纲》，为大亚湾核电站的上马打下了基础。任秦山二期核电站董事长时，提出“以我为主，中外合作”，及自主设计、建造2台60万千瓦机组的方案，亲自计算主参数、进度、投资等，为二期工程提供了可靠依据。
彭士禄在晚年谈及自己的一生，说只做了两件事：一是造核潜艇，二是建核电站。
彭士禄作为第一任核潜艇总设计师，为中国核潜艇成功研制、实现从无到有的历史性突破做出了突出贡献；改革开放后，负责引进大亚湾核电站，组织自主设计建造秦山核电站二期，为中国第一座核电站技术路线确定做出了突出贡献；他引领中国核事业发展实现了历史性跨越，是中国核动力领域开拓者和奠基者之一。
彭士禄被誉为“中国核潜艇之父”；媒体采访他提及此事时，彭多次回答“我充其量就是核潜艇上的一枚螺丝钉”，“要说之父，我们的周总理，我们的聂帅，他们才是之父”。

## 著作

### 公开发表的文章
彭士禄. 《参加核潜艇研制工作的点滴体会》 （页面存档备份，存于）. 刊载于《中国核潜艇之路》2014-08（第二卷）：245-251页．主编单位：两弹一星研究会核潜艇专业委员会编写组．中国核工业集团公司党群工作部，中国船舶重工集团公司政治工作部、中国两弹一星研究会核潜艇专业委员会．

## 获得荣誉
- 1978年，获中国全国科学大会奖[14]。
- 1985年，作为中华人民共和国第一代核潜艇研究设计第一完成人，获“国家科技进步特等奖”[14]。
- 1988年，作为核潜艇总设计师，获国防科工委为表彰全军优秀总设计师颁发的《为国防科技事业做出突出贡献的荣誉奖》[14]。
- 1996年，获何梁何利基金科学技术进步奖[14]。
- 2017年，获何梁何利基金科学与技术成就奖[44][45]。彭士禄将所获全部奖金捐出作为人才奖励基金，经多次劝说才同意冠上其名，命名为“彭士禄核动力创新奖”，奖励在核动力领域取得重要创新成就的年轻科研工作人员[46]。
- 2020年，获第十三届光华工程科技成就奖，获奖系因其“为中国核潜艇实现从无到有的历史性突破、第一座核电站技术路线确定做出了突出贡献，是中国核动力领域开拓者和奠基者之一”。光华工程科技奖为 “中国工程界最高奖”，由中国工程院发起和管理。[47][39][48]
- 2021年5月，中共中央宣传部追授彭士禄“时代楷模”称号，称他“高风亮节、淡泊名利”，彰显了“艰苦奋斗、牺牲奉献、开拓进取的伟大品格”；表彰他担任第一任核潜艇总设计师，主持了潜艇核动力装置的论证、设计、装备、试验以及运行的全过程，为中国核潜艇成功研制作出了重要贡献；改革开放后，负责引进大亚湾核电站，组织自主设计建造秦山核电站二期，引领中国核事业发展实现了历史性跨越。[40]
- 2022年3月3日，被评为2021感动中国年度人物，中国中央广播电视总台在新闻简介中称其为“中国核潜艇之父”[49][50][51]。

## 家庭
妻马淑英，彭士禄苏联留学时的同学，1958年回国后两人结婚，育有一子彭浩、一女彭洁。